# Szarańczyn
Szarańczyn, różkowiec (Ceratonia L.) – rodzaj roślin należący do rodziny bobowatych. Należą do niego dwa gatunki drzew, z których Ceratonia oreothauma odkryty został dopiero w końcu XX wieku w Jemenie i Somalii. Znacznie bardziej rozpowszechnionym gatunkiem, też uprawianym jest szarańczyn strąkowy Ceratonia siliqua, pochodzący ze wschodniej części basenu Morza Śródziemnego. Rośliny te rosną w na terenach suchych i skalistych, często w makii. Kwiaty rozwijają się jesienią i zapylane są przez pszczoły.
Szarańczyn strąkowy jest ważną rośliną użytkową o różnorodnych zastosowaniach. Współcześnie użytkowany jest głównie jako roślina paszowa i surowiec do produkcji gumy karobowej. Nasiona używane są jako substytut kawy i kakao. Wykorzystywane jest drewno, jako roślina lecznicza i kosmetyczna.
Nazwa naukowa rodzaju pochodzi od jego greckich nazw (ceratonia, ceronia i ceratea). Od nich też pochodzić ma nazwa jednostki masy karat odpowiadającej średniej masie nasion szarańczynu.

## Morfologia
PokrójDrzewa osiągające zwykle do 10 m wysokości, ale bardzo rozłożyste.
LiścieSkrętoległe, skórzaste, parzysto-pierzaste, złożone zwykle z czterech par okrągławych listków.
KwiatyRozdzielnopłciowe, drobne, zebrane w kotkowate kwiatostany, przy czym zwykle kwiaty różnych płci występują na różnych roślinach (są one dwupienne), rzadziej tworzą się na tych samych (choć z reguły w różnych kwiatostanach). Kwiaty nie mają płatków korony, a pięć zielonych działek kielicha szybko odpada. W kwiatach męskich rozwija się 5 wolnych pręcików. Kwiaty żeńskie zawierają jeden górny słupek z górną zalążnią.
OwoceDuże strąki osiągające do 20 cm długości, skórzaste i ciemnobrązowe. Nasiona są owalne.

## Systematyka
Pozycja systematyczna
Rodzaj z szeroko ujmowanej podrodziny brezylkowych Caesalpinioideae. Rodzaj wskazywany jest jako blisko spokrewniony z Acrocarpus i tworzący wspólny klad z rodzajami Tetrapterocarpon z Madagaskaru i Umtiza z południowej Afryki. Cała ta grupa jest siostrzana kladowi obejmującemu rodzaje glediczja Gleditsia i kłęk Gymnocladus.
Wykaz gatunków
- Ceratonia siliqua L. – szarańczyn strąkowy
- Ceratonia oreothauma Hillc. et al. Kew Bull. 35:261. 1980
  - C. oreothauma subsp. oreothauma
  - C. oreothauma subsp. somalensis